# Polytrichophora albigenae
Polytrichophora albigenae är en tvåvingeart som beskrevs av Cresson 1946. Polytrichophora albigenae ingår i släktet Polytrichophora och familjen vattenflugor. Inga underarter finns listade i Catalogue of Life.